# N-631
La N-631 es una carretera nacional española que une la N-630 a la altura del embalse de Ricobayo con la N-525 en las cercanías de Rionegro del Puente. 
La carretera discurre por el límite de la sierra de la Culebra y tiene un ancho inferior al normal de una carretera nacional en España, al tener arcenes con un ancho inferior a los propios de estas, incluso habiendo tramos en los que es prácticamente son inexistentes. Además dispone de dos puentes, el de la Estrella (justo antes de enlazar con la A-66) y el de Agavanzal (cerca del enlace con la A-52), en los que solo es posible el paso de un vehículo al mismo tiempo, debido a su estrechez.
Formó parte de la antigua carretera Villacastín-Vigo.

## Poblaciones de paso
- La Encomienda
- Pozuelo de Tábara
- Tábara
- Otero de Bodas

## Recorrido
La N-631 es el nombre dado por el Gobierno en 2001 al tramo de la N-525 entre Zamora y El Empalme, después de renombrar la antigua CL-620 (Benavente-El Empalme) como parte de la N-525. El nombre N-631 no se ajusta a las normas tradicionales de nomenclatura, y se eligió únicamente por su similitud con el nombre de N-630, en la cual se inicia.[cita requerida]
La N-631 comienza en el kilómetro 256 de la N-630, en una rotonda que sirve de enlace a la propia N-630 y para acceder a la A-66. Esta continua bordeando el embalse de Ricobayo, cruzándolo también a través del conocido como puente de la Estrella de 1933. A partir de la La Encomienda, continua a través de zonas llanas con cultivos de secano hasta llegar a Pozuelo de Tábara, exceptuando un tramo entre los kilómetros 8 y 11 en que desciende a un valle. Desde Pozuelo de Tábara continúa en la misma estética hasta Tábara. A partir de aquí llega un tramo de siniestralidad debido a la gran cantidad de animales sueltos al discurrir la carretera cercana a la sierra de la Culebra. 
La carretera llega a Otero de Bodas y a 8 kilómetros de esta localidad, nos encontramos con el embalse de Nuestra Señora del Agavanzal. En este tramo existen una serie de curvas muy sinuosas, en la que los camiones tienen que realizar maniobras en las que invaden el carril contrario, al ser la única manera de poder realizar los giros de esas curvas. Posteriormente nos encontramos con la intersección de esta carretera con la autovía de las Rías Bajas (A-52) y por último la carretera finaliza en la nueva N-525 a 4 kilómetros de Rionegro del Puente en un cruce conocido como "El Empalme".

## Cruces
- Km 0:
  -  A-66  Benavente - León
  -  A-66  Zamora - Salamanca
  -  N-630  Montamarta - San Cebrián de Castro
- Km 4: Urbanización "La Encomienda"
- Km 5:  ZA-P-2431  Perilla de Castro
- Km 7: Perilla de Castro
- Km 11:  ZA-V-2317  Moreruela de Tábara
- Km 14: Perilla de Castro
- Km 15:  ZA-P-2443  Moreruela de Tábara
- Km 21:  ZA-123  Faramontanos de Tábara
- Km 22,1:  ZA-902  Escober de Tábara - San Martín de Tábara (NOTA: este cruce no está señalizado en la carretera.)
- Km 22,6:  ZA-100  Pueblica de Valverde /  ZA-P-2434  Riofrío de Aliste
- Km 32:  ZA-P-1509  Litos
- Km 34:  ZA-P-1407  Ferreras de Abajo
- Km 36:  ZA-105  Camarzana de Tera
- Km 43:   Poblado del Embalse de Nuestra Señora del Agavanzal  - Olleros de Tera (NOTA: únicamente se señaliza el poblado.)
- Km 46: Ferreras de Arriba
- Km 47:  ZA-P-2639  Villanueva de Valrojo - Villardeciervos
- Km 50:  ZA-L-2667  Val de Santa María
- Km 51:  ZA-912  Villardeciervos
- Km 55:   Central Hidroeléctrica de Valparaíso
- Km 55: 
  -  A-52  Benavente - Madrid
  -  A-52  Puebla de Sanabria - Orense - Vigo
- Km 56 ("El Empalme"): 
  -  N-525  Rionegro del Puente - Benavente
  -  N-525  Mombuey - Puebla de Sanabria
  -  ZA-P-2657  Santa Eulalia del Río Negro
  -   Centro de conservación y explotación de carreteras

## Puertos
- Portillo del Sazadón (820 m)

## Tráfico
Esta carretera es muy transitada por gran cantidad de vehículos, especialmente de Zamora, que acuden los fines de semana al lago de Sanabria en temporada de verano. Por esta razón tiene una gran importancia, al evitar el tener que desplazarse hasta Benavente y allí tomar la A-52 para poder llegar a Puebla de Sanabria y desde allí tomar la carretera del lago (ZA-104).
Puede decirse que también es transitada por muchos gallegos que se dirigen de Santiago, Orense, Vigo o Pontevedra que van a Salamanca o a Andalucía sin tener que pagar los peajes de Portugal (usando la Ruta de la Plata).
- Datos: Q6036745
- Multimedia: N-631 / Q6036745